# Trollius vaginatus
Trollius vaginatus är en ranunkelväxtart som beskrevs av Hand.-mazz.. Trollius vaginatus ingår i släktet smörbollssläktet, och familjen ranunkelväxter. Inga underarter finns listade i Catalogue of Life.